# Josef Paul Sauvigny

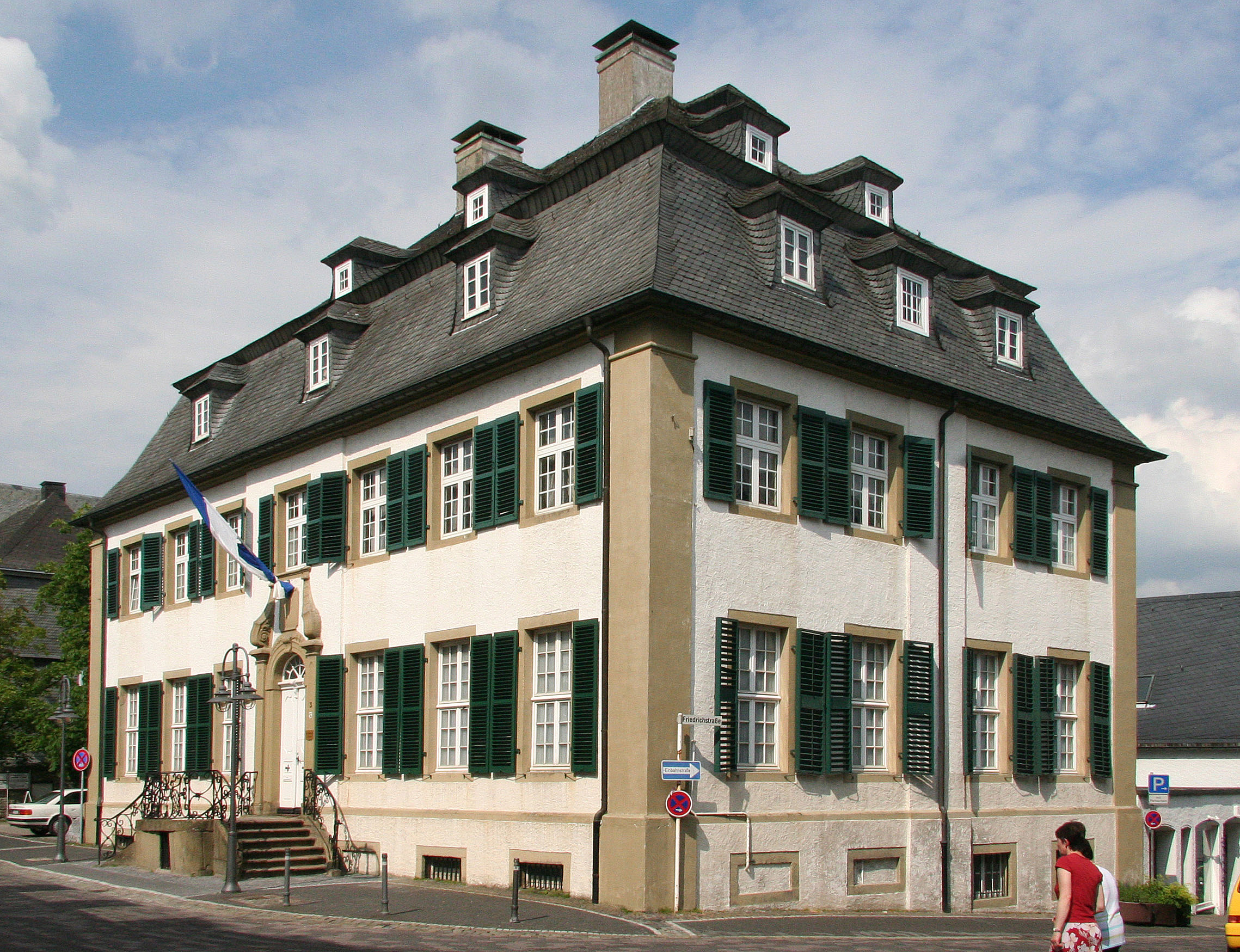
Haus Sauvigny – Wohnhaus von Josef Paul Sauvigny

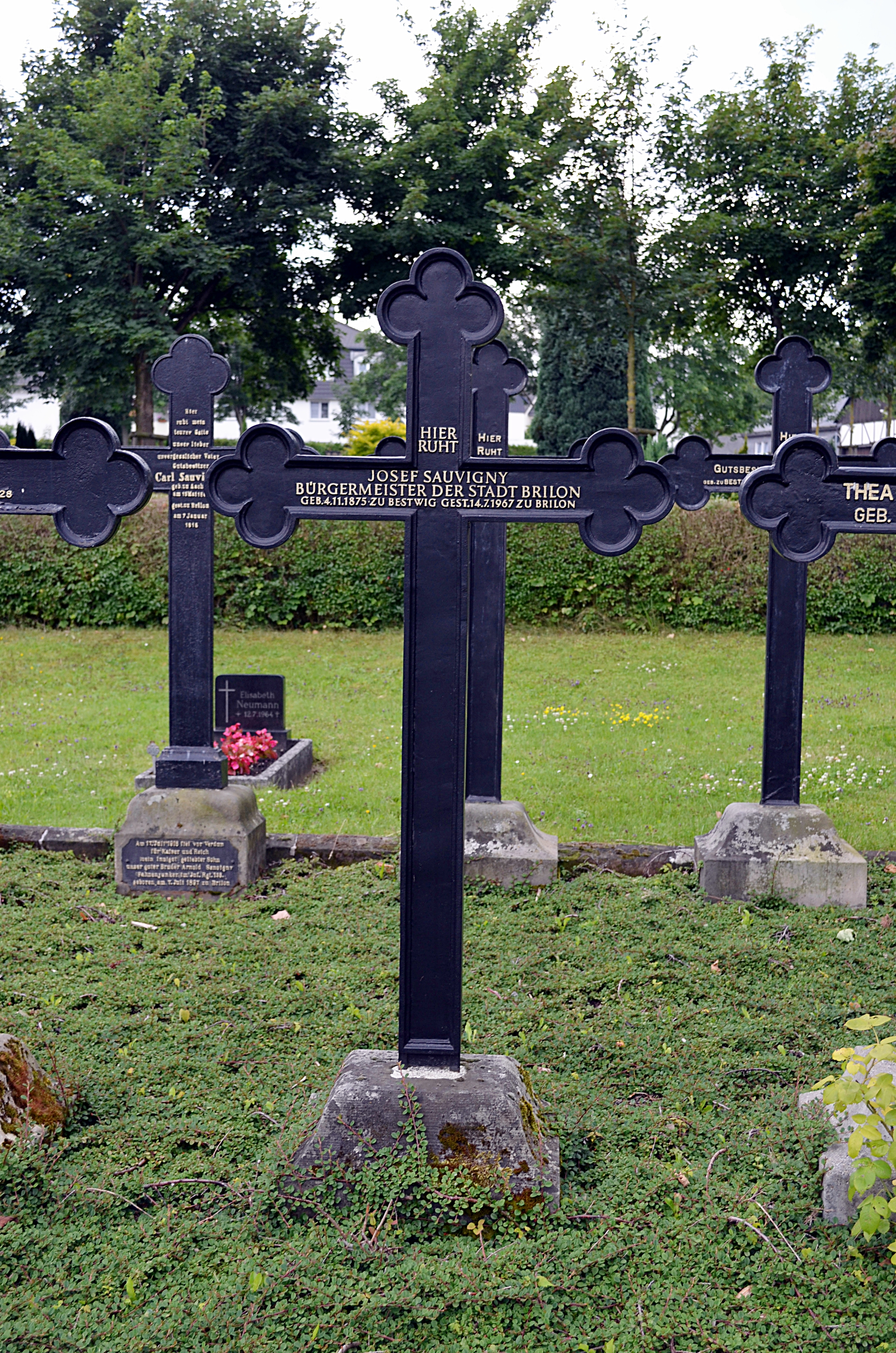
Grabstätte Sauvignys

Josef Paul Sauvigny (* 4. November 1875 in Bestwig; † 14. Juli 1967 in Brilon) war ein deutscher Politiker. Er war von 1917 bis 1937 Bürgermeister der Stadt Brilon. Er gehörte zuerst der Zentrumspartei, dann der NSDAP an. Sauvigny war der Großvater von Friedrich Merz.

## Familie
Sein Vater war der Gutsbesitzer Karl Sauvigny, seine Mutter die Tochter des Briloner Amtsgerichtsrats Köster. Seine Tochter Paula (* 1928) heiratete Joachim Merz (* 1924), ihr Sohn ist Friedrich Merz.

## Biografie
Er besuchte in Brilon die Volksschule und das Gymnasium Petrinum. In Bonn, Würzburg und Heidelberg studierte er Jura. Ab Oktober 1915 war er 2. Beigeordneter, ab April 1916 1. Beigeordneter der Stadt Brilon.
Von 1917 bis 1933 war er Bürgermeister als Parteiangehöriger der Zentrumspartei. Auf dem Briloner Borberg, einer frühgeschichtlichen Wallburg, fand 1931 ein Friedenstreffen mit mehreren hundert Teilnehmern und Abbé Franz Stock zusammen mit einer Gruppe Franzosen statt. Dieses Treffen wurde von etlichen Braunhemden aus der Umgebung lautstark gestört. Sauvigny ließ diese daraufhin vom Platz entfernen.
Nach der nationalsozialistischen Machtergreifung sprach er „von einer Kraft, die uns leitet“, beschwor „den Willen, der uns eint“ und nannte Hitler einen „Führer, der uns ruft, vergessend des Parteienhasses von gestern“. Am 1. Mai 1933 hielt er eine Rede auf Hitler. Er trat am 1. Juli 1933 der SA der Reserve bei und wurde 1935 zum Oberscharführer befördert. Er war Mitglied in der NS-Volkswohlfahrt, im NS-Reichskriegerbund und im NS-Rechtswahrerbund. Nach Darstellung der Familie trat Sauvigny der NS-Miliz bei, um nicht der NSDAP beitreten zu müssen, was die NS-Machthaber von politischen Amtsträgern erwarteten. 1938 wurde er – nach Darstellung der Familie ohne eigenes Zutun – in die NSDAP überführt. Während seiner Amtszeit ließ er zwei Straßen in „Adolf-Hitler-Straße“ und „Hermann-Göring-Straße“ umbenennen. 1937 wurde er vom Amt des Bürgermeisters vorzeitig pensioniert. Nach Darstellung der Familie erfolgte dies wegen Differenzen mit NS-Machthabern, was sich mangels Quellen nicht unabhängig bestätigen lässt. Friedrich Merz verweist diesbezüglich auf einen Artikel des NS-Blatts Der Stürmer, in dem Josef Paul Sauvigny als „Judengenosse“ bezeichnet wurde. Andererseits schrieb die Sauerländer Zeitung am 2. Juli 1937: „Sein Amt verwaltete er stets im nationalsozialistischen Geiste“.

## Verhältnis von Friedrich Merz zu seinem Großvater
2004 rief Friedrich Merz bei einer Kommunalwahlkampfveranstaltung zur Abwahl des „roten Bürgermeisters“ und zum Sturm auf das „rote Rathaus“ in seiner Heimatstadt Brilon auf. Es erfülle ihn „mit tiefem Grausen“, dass ein Sozialdemokrat im Rathaus sitze. „Das muss beendet werden“, weil sein Großvater früher langjähriger Bürgermeister von Brilon war. Die Rede rief viel Kritik hervor und Merz wurde ein unangemessener Stolz auf seinen Großvater vorgeworfen. 
Merz erklärte daraufhin, dass sein Großvater keineswegs sein größtes politisches Vorbild sei.